# Vladimir Pavlovič Palej
Vladimir Pavlovič Palej (in russo Влади́мир Па́влович Пале́й?; San Pietroburgo, 9 gennaio 1897 – Alapaevsk, 18 luglio 1918), principe di Russia, fu poeta e cugino dello zar Nicola II.

## Famiglia d'origine
Vladimir era figlio del granduca Pavel Aleksandrovič Romanov (1860-1919) e della sua seconda moglie, la signorina Ol'ga Valerianovna Karnovic, nominata in seguito contessa di Hohenfelsen e principessa di Paley. I suoi nonni paterni erano lo zar Alessandro II di Russia (1818-1881) e la zarina Marija Aleksandrovna, nata Maria Massimiliana d'Assia-Darmstadt (1824-1880). Aveva due fratelli maggiori, nati dal primo matrimonio del padre: Marija Pavlovna Romanova e Dmitrij Pavlovič Romanov; e due sorelle minori Irina Pavlovna Paley e Natalia Pavlovna Paley.

## Studi e carriera militare
Visse durante i primi anni della sua vita nella città di Parigi, in quanto ai suoi genitori non era permesso vivere in Russia, perché la loro unione non era stata approvata dallo zar Nicola II, tant'è che al momento della nascita venne registrato come Vladimir von Pistohlkors. Nell'agosto del 1915 ricevette il titolo di "principe di Paley".
Nel 1908 fu inviato a studiare nel Corps de Pages, aristocratica accademia militare di San Pietroburgo. Nel 1914, quando i suoi genitori poterono di nuovo risiedere in Russia, Vladimir fu chiamato a servire nell'esercito russo durante la prima guerra mondiale. Per il suo valore militare fu decorato con l'Ordine di Sant'Anna.

### Esilio e morte
La rivoluzione del febbraio del 1917 obbligò Vladimir ad abbandonare l'esercito e a stabilirsi presso il padre, nella città di San Pietroburgo, dove si dedicò prevalentemente alla scrittura. Nonostante esistesse un teorico regime di libertà di pensiero, tra il mese di agosto e quello di settembre del 1917, Vladimir fu posto agli arresti domiciliari assieme al padre e ai fratelli, per avere deriso in un suo poema il primo ministro del Governo Provvisorio Aleksandr Fëdorovič Kerenskij. Alla fine di marzo dell'anno 1918 i bolscevichi decisero di esiliarlo a Vyatka, assieme ad altri membri della famiglia imperiale. Le autorità sovietiche gli offrirono di togliergli la pena dell'esilio in cambio di una firma su un documento nel quale egli avrebbe dovuto ripudiare suo padre; ma Vladimir rifiutò indignato la proposta.
Dopo una breve sosta a Vyatka il poeta fu inviato a Ekaterinburg e quindi ad Alapaevsk dove il 18 luglio di quello stesso anno fu assassinato insieme alla zia Elizaveta Fëdorovna, al granduca Sergej Michailovič, ai tre fratelli i principi Ivan Konstantinovič, Konstantin Konstantinovič e Igor' Konstantinovič, Fëdor Remez (segretario del granduca) e Varvara Jakovleva, una suora del convento di Mosca. Furono tutti portati all'interno della foresta presso una miniera abbandonata, bastonati e lasciati agonizzanti al suo interno. I loro corpi, recuperati dall'Armata Bianca, furono dopo mesi sepolti nel cimitero ortodosso di Pechino, andato poi distrutto durante la Rivoluzione Culturale.

## Riabilitazione
In data 8 giugno 2009 il procuratore generale della Russia riabilitò il prince Vladimir Pavlovitch Paley a titolo postumo: «...tutte quelle persone che furono vittime della repressione sotto forma di arresto, deportazione e che furono sottomesse a sorveglianza speciale dal KGB senza motivo...», ha detto il rappresentante russo della giustizia.

## Opera letteraria
Vladimir dimostrò di avere talento per la musica e la pittura ma, dopo aver compiuto i suoi tredici anni, iniziò a scrivere versi con crescente maestria. All'inizio del 1915 realizzò una traduzione in francese dell'opera drammatica del granduca Konstantin Konstantinovič intitolata Il Re dei Giudei.
Nell'agosto del 1916, mentre prestava servizio nell'esercito, pubblicò il suo primo libro di versi. L'opera, pubblicata con il modesto titolo di Sbornika (Selezione) e costituita da ottantasei poemi scritti tra il 1913 e il 1916, era una edizione elegante corredata da illustrazioni, ed era patrocinata dall'imperatrice Aleksandra Fëdorovna. I temi trattati erano vari: l'amore, la mitologia, la musica, l'arte, il teatro, la famiglia, gli amici, il patriottismo e la guerra. L'opera rivela un forte appoggio alla migliore tradizione poetica russa, rappresentata da Aleksandr Pushkin, Apollon Maikov e Aleksej Konstantínovič Tolstoj e, allo stesso tempo, mostra l'influenza dei simbolisti e l'uso frequente di personalizzare degli oggetti per esprimere dei sentimenti. Le forti e pure credenze religiose dell'autore si manifestano in vari poemi di quest'opera, includendo temi come la preghiera, il peccato, il pentimento e la vita eterna. Diversi periodici di San Pietroburgo pubblicarono e commentarono parti dell'opera. Uno di questi critici, F. Batiushkov, non apprezzò l'influenza che la poesia di Vladimir manifestava nei confronti di Konstantin Konstantinovič Romanov, che considerava un po' antiquata, tuttavia espresse la speranza che il talento poetico del giovane autore potesse distaccarsi dall'esempio ed esprimersi in maniera più forte.
Il 3 aprile 1918 venne pubblicata la seconda Selezione di poemi, stampata dalla tipografia della settima compagnia del reggimento Ismailovsky. Conteneva ottantacinque composizioni, di cui trentasette scritte nel 1916 e il resto nel 1917. Come quelli della prima edizione di Selezione, questi nuovi poemi trattavano diversi temi: ritroviamo l'amore, la fede, la famiglia del poeta, i suoi ricordi della Francia, la sua ammirazione per autori come Paul Verlaine e Rabindranath Tagore.
Vladimir scrisse inoltre varie opere in russo, in francese e in inglese, anche se la maggior parte di quello che produsse durante l'esilio è andato perduto. Nel 1996 a Mosca venne pubblicato un volume con le sue poesie scritte in lingua russa e due opere teatrali, nel 1997 Andrey Baranovsky pubblicò una sua biografia, sempre in lingua russa, mentre nel 2004 è uscito A Poet Among The Romanovs di Jorge F. Saenz, opera in russo e in inglese.

## Culto
Vladimir venne canonizzato dalla Chiesa Ortodossa fuori dalla Russia nel 1981 e dalla Chiesa ortodossa russa nel 1992.

## Ascendenza
|                                |  |                                  | Genitori                              |  |  | Nonni |  |  | Bisnonni              |  |  | Trisnonni             |  |
|                                |  |                                  |                                       |  |  |       |  |  | 8. Nicola I di Russia |  |  | 16. Paolo I di Russia |  |
|                                |  |                                  |                                       |  |  |       |  |  | 8. Nicola I di Russia |  |  | 16. Paolo I di Russia |  |
|                                |  | 17. Sofia Dorotea di Württemberg |                                       |  |  |       |  |  | 8. Nicola I di Russia |  |  |                       |  |
| 4. Alessandro II di Russia     |  |                                  |                                       |  |  |       |  |  | 8. Nicola I di Russia |  |  |                       |  |
|                                |  | 9. Carlotta di Prussia           | 18. Federico Guglielmo III di Prussia |  |  |       |  |  |                       |  |  |                       |  |
|                                |  | 9. Carlotta di Prussia           | 18. Federico Guglielmo III di Prussia |  |  |       |  |  |                       |  |  |                       |  |
|                                |  | 9. Carlotta di Prussia           | 19. Luisa di Meclemburgo-Strelitz     |  |  |       |  |  |                       |  |  |                       |  |
| 2. Pavel Aleksandrovič Romanov |  | 9. Carlotta di Prussia           |                                       |  |  |       |  |  |                       |  |  |                       |  |
|                                |  | 10. Luigi II d'Assia             | 20. Luigi I d'Assia                   |  |  |       |  |  |                       |  |  |                       |  |
|                                |  | 10. Luigi II d'Assia             | 20. Luigi I d'Assia                   |  |  |       |  |  |                       |  |  |                       |  |
|                                |  | 10. Luigi II d'Assia             | 21. Luisa d'Assia-Darmstadt           |  |  |       |  |  |                       |  |  |                       |  |
| 5. Maria d'Assia-Darmstadt     |  | 10. Luigi II d'Assia             |                                       |  |  |       |  |  |                       |  |  |                       |  |
|                                |  | 11. Guglielmina di Baden         | 22. Carlo Luigi di Baden              |  |  |       |  |  |                       |  |  |                       |  |
|                                |  | 11. Guglielmina di Baden         | 22. Carlo Luigi di Baden              |  |  |       |  |  |                       |  |  |                       |  |
|                                |  | 11. Guglielmina di Baden         | 23. Amalia d'Assia-Darmstadt          |  |  |       |  |  |                       |  |  |                       |  |
| 1. Vladimir Pavlovič Palej_    |  | 11. Guglielmina di Baden         |                                       |  |  |       |  |  |                       |  |  |                       |  |
|                                |  |                                  |                                       |  |  |       |  |  |                       |  |  |                       |  |
|                                |  |                                  |                                       |  |  |       |  |  |                       |  |  |                       |  |
|                                |  |                                  |                                       |  |  |       |  |  |                       |  |  |                       |  |
| Valerian Karnovič              |  |                                  |                                       |  |  |       |  |  |                       |  |  |                       |  |
|                                |  |                                  |                                       |  |  |       |  |  |                       |  |  |                       |  |
|                                |  |                                  |                                       |  |  |       |  |  |                       |  |  |                       |  |
|                                |  |                                  |                                       |  |  |       |  |  |                       |  |  |                       |  |
| 3. Ol'ga Valerianovna Paley    |  |                                  |                                       |  |  |       |  |  |                       |  |  |                       |  |
|                                |  | …                                | …                                     |  |  |       |  |  |                       |  |  |                       |  |
|                                |  | …                                | …                                     |  |  |       |  |  |                       |  |  |                       |  |
|                                |  | …                                | …                                     |  |  |       |  |  |                       |  |  |                       |  |
| Ol'ga Vasil'evna Meszaros      |  | …                                |                                       |  |  |       |  |  |                       |  |  |                       |  |
|                                |  | …                                | …                                     |  |  |       |  |  |                       |  |  |                       |  |
|                                |  | …                                | …                                     |  |  |       |  |  |                       |  |  |                       |  |
|                                |  | …                                | …                                     |  |  |       |  |  |                       |  |  |                       |  |
|                                |  | …                                |                                       |  |  |       |  |  |                       |  |  |                       |  |